# 阿里娅·费希尔
阿里娅·费希尔（英語：Aria Fischer，1999年3月2日—），美国女子水球运动员。她曾代表美国国家队参加2016年和2020年夏季奥林匹克运动会女子水球比赛，结果获得二枚金牌。